# Kryptonite
La kryptonite est un matériau imaginaire de l'univers DC dont il existe de multiples variétés de différentes couleurs. Souvent représentée en vert, la kryptonite peut être rouge, or, bleue, blanche, etc. La kryptonite a été inventée dans l'émission de radio The Adventures of Superman en juin 1943, avant d'être rajoutée dans les comics en novembre 1949 dans Superman #61. Ses différentes variétés ont pour propriété d'affecter, chacune différemment, les survivants de la planète Krypton et en premier lieu le super-héros Superman. Toutefois, seules les variétés vertes, rouges, dorées et bleues sont réellement dangereuses pour lui et constituent son talon d'Achille.
Dans les différentes histoires de Superman (comics, cinéma, séries télévisées), la possession de la kryptonite est une des principales quêtes des ennemis du super-héros. La série télévisée, Smallville, voit la majorité de ses intrigues liées à la kryptonite et celle-ci était appelée plus fréquemment dans les saisons 1 et 2 « fragment de météorite ». De plus, contrairement aux autres histoires où la kryptonite est très rare (quelques kilos sur la planète), dans Smallville — du nom de la ville d'enfance de Superman située dans une région ayant subi deux fortes pluies de météorites en 15 ans, amenant sur Terre plusieurs tonnes de kryptonite — trouver des fragments de cette roche est très courant.

## Origine
Des milliers d'années avant la naissance de Kal-El, le futur Superman, la planète Krypton connaît de nombreuses guerres. Durant l'une de celles-ci, une arme radioactive contamine toute l'écorce de la planète (ce qui se révèle fatal à long terme puisque cela est la cause de la destruction de la planète Krypton). Les roches touchées deviennent alors vertes. Lorsque la planète explose ces roches radioactives s'éparpillent dans l'espace et certaines arrivent sur Terre, menaçant les personnages originaires de Krypton. Durant ce voyage spatial certaines pierres sont passées au travers de nuages cosmiques qui les ont transformées (c'est le cas d'une des espèces de la kryptonite rouge et de la kryptonite blanche).

## Genres
De nombreuses kryptonites existent, presque toujours identifiées par leur couleur. Ce sont surtout des morceaux de l’ancienne planète Krypton qui sont passés par des nuages radioactifs cosmiques leur conférant d’étranges particularités, opérant en priorité sur les êtres d’origine kryptonienne.
| Couleurs/Variétés     | Effets |
| --------------------- | --- |
| Kryptonite verte      | La kryptonite verte est la plus courante des kryptonites et donc la plus utilisée. Placée à proximité de Superman (ou d'un autre être vivant originaire de la planète Krypton), elle l’affaiblit et le rend encore plus vulnérable qu’un humain. Cette kryptonite peut être mortelle pour Superman (ou un autre être vivant originaire de la planète Krypton) si elle reste trop longtemps en contact avec lui. La kryptonite verte étant la plus courante, c’est par défaut d’elle qu’il s’agit si l’on parle de « kryptonite » sans adjectif. Dans la série Smallville, elle peut également, après certaines formes d’exposition, provoquer des mutations chez des individus humains et leur procurer ainsi des super-pouvoirs (Chloé Sullivan, enquêtant sur eux les appellera durant un temps les "krypto-monstres"). |
| Kryptonite rouge      | La kryptonite rouge est la deuxième kryptonite la plus courante et utilisée. C’est aussi la plus imprévisible. Cette kryptonite provoque des changements temporaires sur Superman (ou un autre Kryptonien). Il s’est jadis ainsi transformé en géant difforme, en homme-fourmi, en deux Superman dont l’un maléfique, en sphinx… l’effet de la kryptonite rouge dure environ 24 heures et le sujet est immunisé contre ce fragment par la suite. Chaque fragment de kryptonite rouge provoque une mutation différente. Dans la série Loïs et Clark, elle est utilisée trois fois. La première fois (épisode 2-20), elle rend Superman apathique et indifférent aux problèmes des gens qui l'entourent. La deuxième fois (épisode 3-07), utilisée dans un fusil laser, elle permet de transférer les pouvoirs de Superman à un individu proche. La troisième fois (épisode 4-12), elle dérègle ses pouvoirs et les rend incontrôlables. Dans la série Smallville, cette kryptonite a un effet proche de celui provoqué lors de sa première utilisation dans Lois et Clark : elle rend Clark insouciant et le désinhibe complètement, mais elle le rend également plus agressif et cupide qu'il ne l'est habituellement. Dans la série Supergirl, la kryptonite rouge est une tentative ratée de recréeation artificielle de la kryptonite verte. Elle a pour effet de rendre Supergirl violente, désinhibée et égoïste. Dans les séries télévisées Loïs et Clark et Smallville, la kryptonite rouge agit sur le mental comme la kryptonite verte agit sur le physique. Elle désinhibe complètement Superman (ou un autre être vivant originaire de la planète Krypton), et le rend maléfique ou lui fait perdre le contrôle de ses super-pouvoirs. Dans la série Justice League Action, la kryptonite rouge rend les kryptoniens fous de rage et agressifs. |
| Kryptonite dorée      | La kryptonite dorée est une kryptonite particulièrement rare. Tout Kryptonien (y compris Superman) s’exposant à ses radiations perdrait définitivement ses super-pouvoirs et deviendrait l’égal d’un simple être humain. Dans la série Justice League Action, la kryptonite dorée rend les kryptoniens amnésiques. |
| Kryptonite bleue      | La kryptonite bleue est une copie de la kryptonite verte créée à travers la même machine que Bizarro et son peuple. La kryptonite bleue a ainsi le même effet sur les Bizarros que la verte sur les Kryptoniens, mais elle leur est instantanément mortelle. Elle est aussi apparue dans Smallville (Saison 7 Épisode 8 - Saison 9 Épisode 21 - Saison 10 Épisode 6) où elle a pour effet de retirer leurs super-pouvoirs aux Kryptoniens qui peuvent alors vivre comme des humains. Toujours dans Smallville, l'épisode 6 de la Saison 10 peut laisser supposer que la Kryptonite bleue a des effets curatifs sur les humains, et améliore les récoltes. |
| Kryptonite noire      | La kryptonite noire est apparue pour la première fois dans la série Smallville. Elle agit sur les Kryptoniens en les séparant en deux entités, l’une maléfique l’autre bénéfique (comparable à un effet qu'avait la kryptonite rouge). Dans un des derniers numéros de Supergirl, Lex Luthor a utilisé de la kryptonite noire sur celle-ci. Il fit alors apparaître une Supergirl maléfique toute de noir vêtue, et s’exprimant en langue kryptonienne. Dans Smallville encore une fois, la kryptonite noire, transformée en un puissant rayon, peut séparer le bon du mauvais chez un être humain. Lex Luthor en a fait l’expérience en chauffant à très haute température de la kryptonite verte. L’expérience avait pour but de faire pousser les graines plus rapidement mais cela vira à la catastrophe créant un rayon qui se dirigea sur le milliardaire le séparant en deux. Dans l'épisode 1 de la saison 4 « Crusade », Clark part de Smallville, mais revient « reprogrammé » en Kal-El. Déterminé à remplir sa destinée, Kal-El prend son envol pour dérober un puissant cristal en kryptonite. Prête à tout pour sauver son fils, Martha se tourne vers un émissaire du Pr Swann, Bridgette Crosby (jouée par Margot Kidder), qui lui donne la kryptonite noire, elle l'utilise sur Kal-El, celui-ci commence à se dédoubler, dans une lueur bleutée, en deux entités bien distinctes, Clark Kent et Kal-El. Une lutte acharnée entre eux débute. Martha envoie la kryptonite à Clark alors qu'il est sur le point de perdre et transperce Kal-El avec. Une explosion se produit, envoyant Martha contre un mur, puis Clark s'avère avoir récupéré sa personnalité d'origine. Dans Superman 3, une kryptonite synthétique de couleur verte agit comme cette kryptonite noire, rendant Superman maléfique puis le séparant en deux individus distincts : un Clark Kent bon et un Superman mauvais. Dans les comics Dark Knight Metal, la kryptonite noire, est une kryptonite modifiée par le Batman qui rit (un Batman empoisonné par le Joker), cette kryptonite rend fou tout kryptonien à proximité. Le Batman qui rit s'en est servi contre le Superman de son univers et son fils, ces derniers, rendus fous par la kryptonite, ont tué Lois avant de s'entretuer. |
| Kryptonite blanche    | La kryptonite blanche est une kryptonite qui tue uniquement les végétaux. |
| Kryptonite-joyau      | La kryptonite-joyau est une kryptonite issue de montagnes aux minerais particuliers à Krypton ; elle est donc composée de cristaux colorés au lieu d’être de consistance rocheuse ou métallique. Les rayons de la kryptonite-joyau donnent aux prisonniers de la Zone Fantôme la capacité de maîtriser mentalement les gens non-prisonniers qui sont à côté du fragment le plus proche. |
| Anti-Kryptonite       | L’anti-kryptonite n’a pas d’effet sur des Kryptoniens dotés de super-pouvoirs mais a les mêmes effets que la kryptonite verte sur des Kryptoniens non dotés de super-pouvoirs. |
| Kryptonite X          | La kryptonite X fut créée par Supergirl, qui voulait trouver un remède à la kryptonite verte. Mais elle ne peut donner des super-pouvoirs qu'aux chats, dont le chat Streaky qui devint Supercat. Dans la série Superman et Lois, la Kryptonite X est utilisé par Morgan Edge (Tal-Rho) , le demi-frère kryptonien de Clark (Kal-El), comme source d'énergie pour l'Éradicateur. Edge utilisa cette machine pour transférer des consciences kryptoniennes dans le corps des habitants de Smallville qui sont les seuls à pouvoir survivre aux effets de la Kryptonite X. Dans le Arrowverse elle est de couleur jaune-orange et a l'aspect d'un cristal. Dans cet univers elle est un des types les plus rare et se trouve seulement dans les mines sous la ville de Smallville, ce qui explique la résistance de ses habitants pour ses radiations puisqu'il y sont exposés depuis plus de 20 ans. Dans le jeu de figurines Superman DC Heroclix elle est bleue foncée. |
| Kryptonite argentée   | La kryptonite argentée est apparue originellement dans Smallville, elle détruit presque toute faculté mentale. N’affectant que les Kryptoniens, la kryptonite argentée provoque des troubles de la mémoire, des hallucinations, etc. Dans Smallville, Clark se coupe avec celle-ci et vit des moments étranges. Persuadé qu’on le traque, il se met à dos tous ses amis. Elle est en fait un périphérique de l'androïde Milton Fine/Brainiac. Dans la série Supergirl, elle est utilisée par la Reine de Daxam (la mère de Mon-El) sur Superman (interprété par Tyler Hoechlin) pour se battre contre Supergirl. Il croit voir son pire ennemi (le Général Zod). |
| Kryptonite rose       | La kryptonite rose transforme les hétérosexuels en homosexuels. Cette kryptonite n’est apparue que dans un épisode de Supergirl. |
| Kryptonite de cristal | La kryptonite de cristal augmente les pouvoirs des résidents de la zone fantôme. |
| Kryptonite de platine | La kryptonite de platine permet à la personne qui la touche de récupérer des pouvoirs identiques à ceux de superman qu'il détient lui-même de radiations du soleil (contrairement à la kryptonite dorée). |
| Kryptonite jaune      | La kryptonite jaune permet de donner ses pouvoirs à un kryptonien qui ne les a pas encore utilisé. Dans Superman et Loïs, Jonathan Kent s'en sert pour être fort avant les match. |
| Kryptonite orange     | La Kryptonite orange donne des superpouvoirs aux animaux à l'instar de la Kyptonite X qui elle ne donne de superpouvoir qu'aux chats. Dans le film Krypto et les Super-Animaux, Lex Luthor utilise un rayon tracteur pour attirer une météorite faite de Kryptonite orange afin de l'utiliser pour obtenir des superpouvoirs, mais ce dernier se trompe comme le fait remarquer son cobaye de laboratoire car la Kryptonite orange ne donne de pouvoir qu'aux animaux. Finalement, grâce à cette Kryptonite orange, il en résulte la création de la DC League of Super-Pet. |

## Existence de la kryptonite
Un minerai très semblable à celui décrit par l'auteur de la bande dessinée a été découvert en Serbie fin 2006 par un minéralogiste du musée d'histoire naturelle de Londres. Ce minerai, baptisé jadarite (du nom de la région serbe où il a été découvert) contient presque les mêmes composants que la roche de la planète Krypton : sodium, lithium, bore, silicate et hydroxyde. Le fluor manque cependant à l’appel. Et déception, la jadarite ne brille pas d’une lueur verte ou rouge comme dans le comic. D’aspect poudreux, ses cristaux sont d’un banal blanc.

## Modification de la kryptonite
Beaucoup d'ennemis de Clark et de Superman ont modifié de la kryptonite afin d'en créer une bien plus puissante.

## Apparitions dans la culture populaire
- La chanson du groupe B-52 There's A Moon In The Sky (Called The Moon) fait référence à la kryptonite rouge.
- Kryptonite est une chanson du groupe américain 3 Doors Down sur l'album The Better Life.
- Dans le premier album des Rita Mitsouko, Rita Mitsouko (1984), figure la chanson Aïe (Kryptonite Miss Spleïn).
- La chanson du groupe Spin Doctors Jimmy Olsen's Blues fait référence à la kryptonite : « I got a pocket full of kryptonite ».
- La chanson du groupe Five for Fighting Superman fait référence à la kryptonite : « Digging for kryptonite ».
- Le film Kick-Ass fait référence à la kryptonite quand Big Daddy ordonne à Hit Girl de passer en « mode kryptonite » (utiliser une lumière aveuglante contre les ennemis).
- Le groupe Example fait référence à la kryptonite dans la chanson Won't go quietly avec les paroles « she was my kryptonite »
- Le chanteur espagnol Javier Krahe  a donné Kriptonita comme titre à  l’une  de ses chansons, dans l'album Cinturón negro de karaoke
- Le groupe Genesis cite la kryptonite dans la chanson " Carpet crawlers " de l'album The lamb lies down on Broadway : " Mild-mannered supermen are held in kryptonite ".
- Dans la série télévisée The Big Bang Theory , Leonard Hofstadter décrit Mary Cooper comme la kryptonite de son colocataire Sheldon Cooper.
- Dans la série Flander's Company, il est révélé que la Confrérie des Ombres a classé tabou le fait de fabriquer de la kryptonite, tout comme de créer des paradoxes temporels ou de produire des albums de divas canadiennes.
- Dans la série au format MP3 Reflets d'acide, Enoriel parle des escaliers comme étant la kryptonite de Zehirman
- Dans l'épisode 12 de la saison 3 de Buffy contre les vampires, lorsque celle-ci perd ses pouvoirs, Xander suggère de rechercher de la « kryptonite de tueuse ».
- Dans l'épisode 20 de la saison 6 de Supernatural Bobby dit à Dean qu'il faudra peut-être faire des réserves de kryptonite au cas où Castiel, comparé à Superman, passe du côté obscur.
- Dans l'épisode spécial Shake it up: Made in Japan de la série Shake it up de Disney Channel, les deux actrices principales Cece (Bella Thorne) et Rocky (Zendaya) dansent sur une chanson Fashion is my Kryptonite. Celle-ci est d'ailleurs interprétée par ces deux jeunes actrices-chanteuses.
- Bridgit Mendler fait référence à la kryptonite dans sa chanson Ready or Not avec les paroles « I could be your Kryptonite ».
- Le recueil sumérien Gilgamesh fait également référence à une pierre capable de neutraliser la force du héros qui porte son nom, la yondénite.
- La chanson One Thing du groupe One Direction fait référence à cette pierre avec la phrase « You're my kryptonite ».
- Dans la série télévisée Dexter, Dexter mentionne que les algues pourraient être sa kryptonite
- Dans la série New Girl, le titre de l'épisode 2 de la saison 1 est «kryptonite», du fait de la "faiblesse" que Jess ressent en voyant les cheveux de son ex.
- Dans la série 13 Reasons Why, saison  épisode 1, Hannah dit, dans la 1ere cassette en s'adressant à Justin "tu étais ma Kryptonite".
- Dans la série Batwoman, Alice apprend que la kryptonite est la seule chose sur terre capable de traverser le Bat costume. Elle voudra s'en procurer afin de tuer Batwoman.